# Алопеус, Самуил
Самуил Алопеус (фин. Samuel Alopaeus; 1720, Санкт-Петербург, Царство Русское — 14 октября 1794, Сердоболь, Выборгская губерния, Российская империя) — российский учёный-естествоиспытатель, минералог, краевед, писатель, первооткрыватель Рускеальской каменоломни в 1765 году, послужившей источником мрамора при постройке Исаакиевского собора в Санкт-Петербурге. Член Императорского Вольного экономического общества. Лютеранский пастор, проповедник.

## Биография
Представитель рода Алопеусов. Родился 9 января 1720 года в семье восточных финнов, потомственных священников. Прародитель рода Фома Кеттун (по-фински, «лисица») был крестьянином из финской деревни Керимяки; его внуки получили классическое образование, перевели свою фамилию на латинский язык и стали зваться Алопеусами. Самуил окончил академическую гимназию в городе Або, после чего некоторое время работал учителем иностранных языков в Выборге: Алопеус свободно знал русский, шведский, финский, немецкий и латинский языки. В 1751 году Алопеус был направлен Выборгской консисторией в Санкт-Петербург проповедником евангельско-лютеранской веры у финских прихожан: служил в финской церкви Святой Марии, за рекой Мойкой.
В 1755 году был переведён в Сердоболь, где получил назначение пастора Сердобольского и Южнокарельского. Интересуясь естественными науками вообще и минералогией в особенности, он наблюдал природу и изучал геологическое строение Карелии. Алопеусу приписывается открытие в 1765 году знаменитого месторождения мрамора в Рускеальских каменоломнях. В 1765—1767 годах Алопеус оказал помощь мастеру Пилючину из Экспедиции строений Императорской академии художеств, посланного в Выборгскую губернию для поиска подходящих каменных материалов, за что князь Иван Иванович Бецкой приказал выдать Алопеусу награду размером в 300 рублей.

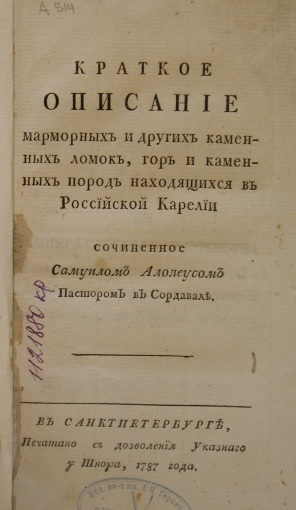

Значительную помощь оказал Алопеус в 1767 году и капитану Кожину, которому он сопутствовал при осмотре финляндских местонахождений мрамора и возникавших в то время в крае ломок этого камня, и доставил коллекцию образцов финляндского мрамора. Кожин, с привлечением итальянских мастеров, организовал в 1769 году обширную добычу мрамора в Рускеале, Йоэнсуу и Тивдии, откуда затем камень доставлялся для постройки Исаакиевского собора, Мраморного дворца и многих других зданий Петербурга.
Наблюдения Алопеуса над природой Карелии составили предмет книги «Краткое описание мраморных и других каменных ломок, гор и каменных пород, находящихся в Российской Карелии» с посвящением Фёдору Евстафьевичу Ангальту (1787) и нескольких статей в «Трудах вольно-экономического общества» (т. 45, 46 и 47), членом которого он был избран в 1789 году.
Умер 14 октября 1794 года и похоронен в Сердоболе.

## Личная жизнь
Алопеус был дважды женат. Первым браком с 1752 по 1781 год на Анне-Катарине Зигфренин (ум. в 1781 году), вторым браком с 1785 по 1788 год на Анне-Елене Даннебергин (ум. 1788).